# Чжан Цянь
Чжа́н Ця́нь (кит.: 張騫; кит. трад.: 张骞 ? — 114 до Р.Х.) — китайський дипломат, розвідник і першовідкривач часів династії Хань. 138 року до Р. Х. за наказом імператора Лю Че здійснив подорож до Середньої Азії. Першим приніс в Китай відомості про країни та товари Азії, а також сприяв становленню Шовкового шляху.

## Біографія
Чжан Цянь народився у повіті Ханьчжун, на півдні сучасної провінції Шаньсі. Він працював при дворі на дипломатичній службі. Близько 139 року до Р. Х. Чжан отримав посаду начальника прибрамної варти. Наступного року, за наказом імператора Лю Че, він вирушив на захід у пошуках юечжі, щоби укласти з ними союз проти хунну.
Чжан Цянь вирушив з поста Лунсі, що розташовувався північніше сучасного міста Ланьчжоу. Проходячи землями хунну він і його супровід потрапили до хуннського полону. Там Чжан пробув десять років, але врешті-решт зміг втекти на захід. Через перевали хребта Тяньшань він вийшов до південного берега озера Іссик-Куль, до ставки тюркського племені усунь. Дізнавшись від нього, що юечжі знаходяться західніше, Чжан вирушив у бік Фергани та Бактрії.
128 року до Р. Х. він дістався до держави Дася, країни юечжів, але укласти юечжі-ханський союз проти хунну не зміг. За рік він вирушив назад до Китаю. Обігнувши з півночі Памір, Чжан йшов через Алайську долину і басейн верхнього Яркенду, головної притоки Тариму. Переходячи уздовж південної околиці пустелі Такла-Макан, він вийшов до безстічного озера Лобнор. Проходячи від озера вздовж північних схилів Алтин-Тага, Чжан знову потрапив у полон до хунну. Він пробув у полоні близько року й, скориставшись хуннськими міжусобицями, втік до Китаю. Чжан повернувся до столиці в супроводі лише одного охоронця. За весь час своєї подорожі він пройшов близько 14 тисяч кілометрів. Вона описана у «Історичних записках» Сими Цяня.
Результати експедиції Чжана збільшили знання китайців про країни Середньої Азії. Він вперше повідомив двір про існування Каспійського і Аральського морів. У звітах Чжана містяться відомості про Західну Азію, аж до Перської затоки і Середземного моря. Він також вперше в китайських джерелах згадує про Індію, визначивши шлях до неї через Бірму і Ассам, через моря Південно-Східної Азії.
У 119 — 115 роках до Р. Х. Чжан Цянь здійснив нову експедицію на захід, з метою розширити зону китайського впливу та укласти союз із усунь. Попри провал місії, дипломат провів широку розвідувальну діяльність в районі Таримського басейну та Ферганської долини, й встановив торговельні відносини з тамтешніми народами. Невдовзі після смерті Чжана, Китай захопив ці території, заснувавши на них чотирнадцять нових провінцій. Завдяки відкриттям дипломата в Китай потрапили люцерна, виноград, гранат, огірок, волоський горіх і фігове дерево.